# 深水埗

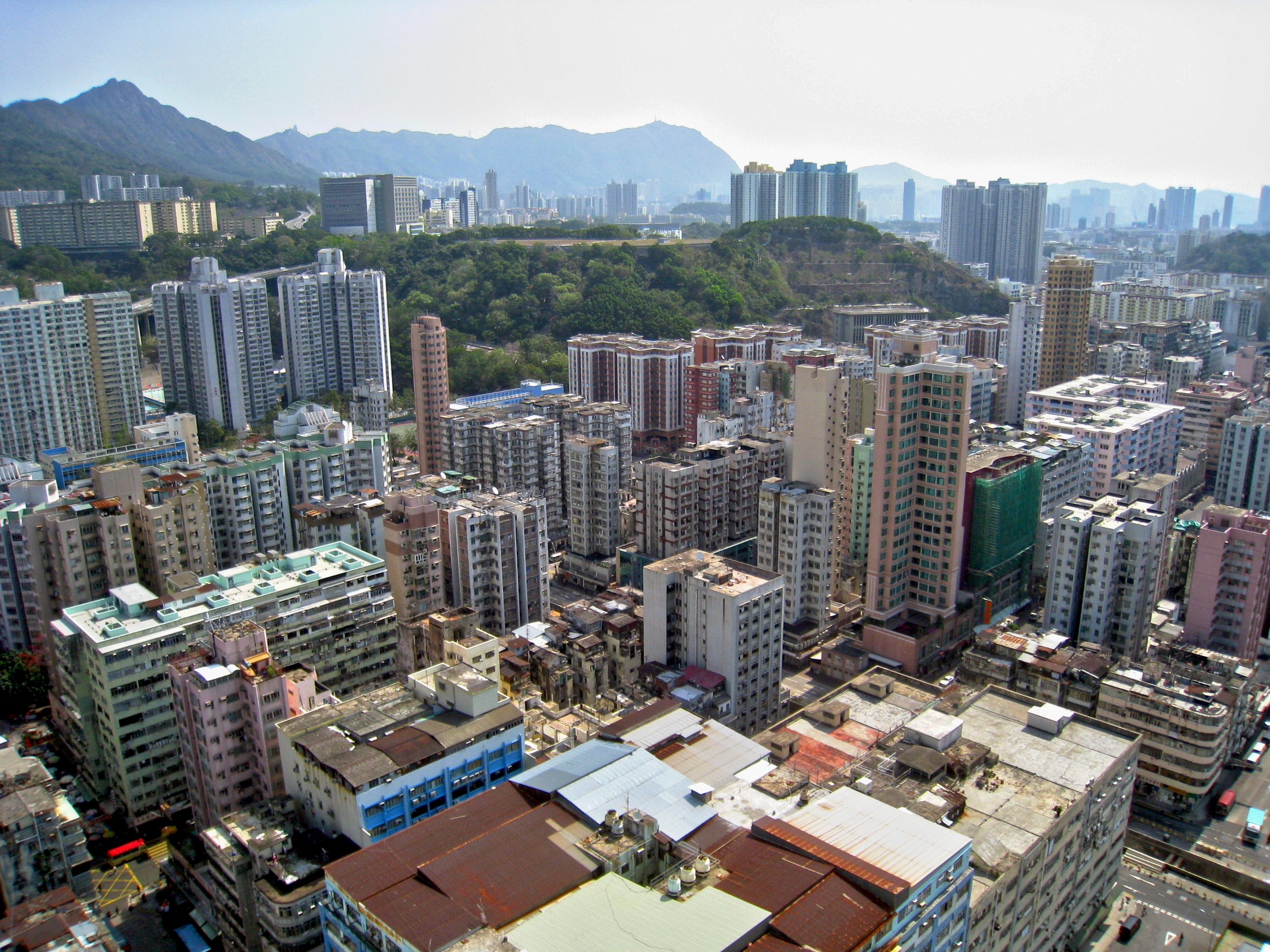
2009年の深水埗

深水埗（しんすいほ、広東語読み：サムスイボウ、英語読み：シャムシュイポウ、Sham Shui Po）は、香港・九龍北西部の住宅、商工業地区である。行政区では、深水埗区に属する。

## 概要
香港九龍半島の北西部に位置する地区で、香港の中で特に所得水準の低い地区であり、北京語を話す中国本土系の住民が比較的多い地区である。バスは本数、系統数ともに多く、地下鉄（現在の香港MTR）荃湾線の深水埗駅が最寄り駅である。
高登電脳中心など電気街があり、同じ九龍の旺角と並び香港の秋葉原と呼ばれて久しい。こちらは土日となると店内は人でびっしりと埋まるくらいの混雑ぶりを呈す。また、服飾関係、おもちゃなどの問屋が多い街としても知られ、香港九龍の下町といったところである。
一方、九龍有数のショッピングモールのひとつである西九龍中心（ドラゴン・センター）はここにあり、この最上階には屋内ジェットコースターがある（現在は運転されておらず、レールと車両が放置されている）。
また、埋め立て地である西側の海沿いには高層の人口住宅地が広がり、九広西線の起点（現在の香港MTR屯馬線の中間駅）かつ地下鉄（現在の香港MTR）東涌線の南昌駅がある。南昌駅周辺も広義の深水埗地区に属する。
古くからの労働者階級の居住地区だが、 2016年に多国籍ストリートブランドが非営利芸術団体と連携してストリートアートのイベントをしたのをきっかけに地区の高級化が進み、2020年には「新たな文化の中心地」「新たなブルックリン」などと評判となり、タイムアウト誌は「世界で十指に入るクールな地区」と紹介した。